# Ozicrypta tuckeri
Ozicrypta tuckeri là một loài nhện trong họ Barychelidae. Loài này phân bố ờ Queensland.